# Oncopygius magnificus
Oncopygius magnificus är en tvåvingeart som först beskrevs av Friedrich Hermann Loew 1873.  Oncopygius magnificus ingår i släktet Oncopygius och familjen styltflugor. Inga underarter finns listade i Catalogue of Life.